# Gaston Aumoitte
Gaston Achille Louis Aumoitte (19 de dezembro de 1884 - 30 de dezembro de 1957) foi um atleta francês de croquet.
Aumoitte é detentor de duas medalhas olímpicas, conquistadas nos Jogos Olímpicos de Verão de Paris, em 1900. Nesta ocasião, superou os compatriotas Georges Johin e Cherétien Waydelich para sagrar-se vencedor da prova simples com uma bola. Dias depois, ao lado de Johin, conquistou sua segunda vitória, nas duplas.